# ریوهی کامو
ریوهی کامو (ژاپنی: 加門 亮兵؛ زادهٔ ۲۲ سپتامبر ۱۹۸۶) یک بازیکن فوتبال اهل ژاپن است.
از باشگاه‌هایی که در آن بازی کرده‌است می‌توان به باشگاه فوتبال فاگیانو اوکایاما اشاره کرد.